# Сюрсовай
Сюрсова́й (рос. Сюрсовай) — село у складі Шарканського району Удмуртії, Росія.

## Населення
Населення — 318 осіб (2010; 464 у 2002).
Національний склад станом на 2002:
- удмурти — 70 %
- росіяни — 30 %

## Урбаноніми[3]
- вулиці — Лісова, Молодіжна, Нова, Польова, Радгоспна, Радянська, Центральна, Шкільна
- провулки — Молодіжний